# Caledons
Els caledons (llatí: Caledones o Caledonii; grec antic: Καληδῶνες, Kaledones) foren una confederació de tribus celtes de parla britònica que visqueren en allò que avui en dia és Escòcia durant l'edat de ferro i l'època romana. L'historiador romà Tàcit diu que eren rossos i tenien el cos musculat, cosa que, en la seva opinió (errònia), indicava que tenien orígens germànics.